# This Is Not America
This Is Not America è un brano musicale jazz fusion composto ed interpretato in collaborazione da Pat Metheny e David Bowie, incluso nell'album della colonna sonora del film Il gioco del falco e successivamente pubblicato su singolo nel 1985. La versione solo strumentale del pezzo, scritta da Metheny e Lyle Mays, si intitola Chris e venne inclusa anch'essa nella colonna sonora dello stesso film. This Is Not America aggiunge alla traccia base una  drum machine e la voce di Bowie al canto. Metheny fece notare in seguito che il testo scritto da Bowie era "profondo e pregno di significati – ed assolutamente perfetto per il film."

## Il brano
Il brano, una ballata in midtempo, venne pubblicata su singolo raggiungendo la posizione numero 14 in Gran Bretagna, e la numero 32 negli Stati Uniti. La versione strumentale presente come B-side del singolo non è il brano Chris, ma una vera versione strumentale di This Is Not America registrata appositamente. Successivamente la canzone è stata inclusa nelle raccolte greatest hits di Bowie Best of Bowie, e The Singles Collection.

## Esecuzioni dal vivo
- Bowie registrò una versione della canzone al BBC Radio Theatre, di Londra, il 27 giugno 2000, pubblicata sul bonus disc accluso alla prima stampa di Bowie at the Beeb.
- Il Pat Metheny Group registrò un'esecuzione live della canzone per il DVD We Live Here, con un membro della band in sostituzione di David Bowie alla voce.
- Un'altra versione dal vivo messa su nastro vede la presenza di Anna Maria Jopek e Pat Metheny a Varsavia nel 2002, e venne inclusa nell'album Anna Maria Jopek and Pat Metheny Live In Warsaw 2002.

## Altre uscite
- Il brano fu pubblicato anche come lato B del singolo I Can't Read nel dicembre 1997.
- Bowie eseguì una variazione/citazione di This Is Not America nella canzone di P. Diddy American Dream per la colonna sonora del film Training Day (2001).

## Tracce singolo
7" EMI America / EA 190 (UK)
1. This Is Not America (Bowie, Metheny, Mays)  – 3:51
2. This Is Not America (Instrumental) (Bowie, Metheny, Mays)  – 3:51

12" EMI America / 12EA190 (UK)
1. This Is Not America (Bowie, Metheny, Mays)  – 3:51
2. This Is Not America (Instrumental) (Bowie, Metheny, Mays) – 3:51

## Formazione
- David Bowie: voce e testo
- Pat Metheny Group:
  - Pat Metheny: chitarra elettrica
  - Lyle Mays: tastiere
  - Steve Rodby: basso
  - Paul Wertico: batteria

## Cover
- Lana Lane con Rocket Scientists - Echoes from the Garden (1998)
- Xavier Naidoo - Nicht von dieser Welt (1997)
- Alice - Personal Juke Box (2000)
- In versione strumentale dall'Ahn Trio nell'album del 2001 Classical Chillout e nell'album Lullaby for my Favorite Insomniac remixata da Superdrive.
- Silje Nergaard - Nightwatch (2003)
- Protection - Protection EP (2005)
- Liberation Music Orchestra - Not in Our Name (2005)
- Juliette Lewis - Hollywood, mon amour (2008)
- Petra Haden - Petra Goes To The Movies (2012)

## Classifica
| Classifica                | Posizione |
| ------------------------- | --------- |
| Paesi Bassi               | 1         |
| Canada Singles Chart      | 19        |
| Germania Singles Chart    | 6         |
| Italia Singles Chart      | 5         |
| Svezia                    | 2         |
| UK Singles Chart          | 14        |
| US Billboard Hot 100      | 32        |
| US Mainstream Rock Tracks | 7         |
| Brasile Top 100           | 4         |